# Dyspteris deminutaria
Dyspteris deminutaria är en fjärilsart som beskrevs av Jacob Hübner 1818. Dyspteris deminutaria ingår i släktet Dyspteris och familjen mätare. Inga underarter finns listade i Catalogue of Life.